# 一國方案
一國方案（英語：One-state solution），是以巴和平進程的一種建議方案。該方案規定在前巴勒斯坦託管地邊界內建立一個單一國家，即今天的以色列（不包括被吞併的戈蘭高地）和巴勒斯坦拼合而成的領土。「一國現實」一詞描述了這樣一種觀點，即當前以巴衝突的現狀事實上是一個的國家。一國方案有時也被稱為雙民族國家，因為支持者希望它能夠成功地在一個國家內實現以色列人和巴勒斯坦人的自決，從而賦予這兩個民族獨立以及對所有土地的絕對支配權。為實施「一國方案」，各界人士已提出了多種模式：
- 其中一個模式是單一制國家，它由一個政府組成，為該國境內的每個民族和宗教群體提供公民身份和平等權利，[4]類似英國託管巴勒斯坦的法律安排。一些以色列人主張這種模式的另一種版本，即以色列吞併西岸（但不吞併加沙地帶），並向居住在那裡的所有巴勒斯坦人授予以色列公民身份，從而整合該地區並獲得人口更多的阿拉伯少數民族，但仍然是一個「猶太和民主國家」（英語：Jewish and democratic state）。[5]
- 第二種模式要求以色列吞併西岸地區，並將其整合為巴勒斯坦自治區。[4]
- 第三種模式是建立一個由中央政府和若干聯邦區組成的聯邦制國家，其中一些區屬於以色列，另一些區屬於巴勒斯坦。[5][6]
- 第四種模式由以巴和平運動（英語：A Land for All）提出，該模式旨在建立一個邦聯，獨立的以色列和巴勒斯坦國家在某些地區分享權力，並賦予以色列人和巴勒斯坦人在對方國家的居留權。[7][8]

儘管學術界對「一國方案」的爭論日益激烈，但方案始終未能成為官方外交努力解決衝突的途徑，因為歷史上，它的地位一直被「兩國方案」所掩蓋。根據2023年「巴以脈搏」最新聯合調查，23%的巴勒斯坦人支持民主的一國方案，20%的以色列猶太人支持該方案。不平等、非民主的一國方案在巴勒斯坦和以色列民眾中仍然更受歡迎，分別有30%的巴勒斯坦人和37%的以色列猶太人支持該方案。2024年9月一項巴勒斯坦民意調查顯示，10%受訪者支持建立一個為以色列人和巴勒斯坦人提供平等權利的國家。

## 歷史

### 19世纪－1920：起源
以巴衝突是从19世纪80年代后的以巴衝突开始并持续至今的。 自公元135年被羅馬帝國驅逐出猶太地以來，許許多多流亡海外的猶太人一直試圖返回以色列。18世紀便有數波小型的回歸潮，從數百到上千人不等。第一次大規模的回归浪潮則始于1881年，散居在世界其他地区的犹太人为了逃避迫害，开始回流到巴勒斯坦，即古犹太国之地。犹太人从奥斯曼帝国和阿拉伯人手中购买土地并且定居，1917年，犹太人在约旦河以西今以阿地区拥有土地为0%，直到1947年，犹太人购买了6%的土地，94%仍在阿拉伯人手中。
1896年，維也納記者和劇作家西奥多·赫茨尔发起锡安主义运动（又称“犹太复国主义运动”），号召全世界犹太人回归故土，恢复本民族的生活方式。1897年8月29日在瑞士巴塞尔，他召集了第一届“世界锡安主义大会”，大会决议建立“一个得到公众承认的、有法律保障的家园（或国家）”。“犹太国民基金”和“巴勒斯坦土地开发公司”等相应机构成立，帮助世界各地的犹太人向巴勒斯坦移民。
锡安主义运动的发展推动了第二次回归浪潮（1904－1914年），约有四万名犹太人返回定居。1917年，英国外长贝尔福发表《贝尔福宣言》：“英王陛下政府赞成在巴勒斯坦建立一个犹太人的民族家园（Jewish national home），并将尽最大努力促其实现”。

### 1920 - 1948：英屬巴勒斯坦託管地
一战中，1915年，在丘吉尔的主导下，英法军队对奥斯曼土耳其帝国发动了加里波利之战，遭遇惨败。随后英国军官，阿拉伯的劳伦斯，组织当地以贝都因人部落为主的军事力量与奥斯曼帝国作战，有效削弱了奥斯曼帝国的势力。1918年一战结束后，奥斯曼帝国完全退出此地区并于1923年瓦解，而阿拉伯部落之间纷争不断，最后默认由英国占领。1920年，国际联盟委托英国管辖巴勒斯坦地区，包含今约旦、以巴地区。1922年英国将托管地划分为两部分：约旦河东部（现约旦）由哈希姆家族实际管理，约旦河西部由英国控制，此时这些地区犹太人占总人口的11%，与阿拉伯人和平混居。
第一次世界大战后，犹太人掀起了第三和第四次回归浪潮，1931年，犹太人占当地总人口的17%。接著在1933年，纳粹党在德国执政，掀起第五次犹太人回归浪潮，犹太复国主义兴起并极端化，对阿拉伯人展開了規模空前的恐怖攻擊，在1936年－1939年又有數場暴動發生。1940年，犹太人已占当地居民总数的30%。随着犹太居民比重从1922年的11%增涨至1940年的30%，他们与阿拉伯人之间的关系也日趋紧张。對此英國在1939年頒布了一份白皮書，規定1939年后的5年內猶太人可再移民75,000人，此后不再接受猶太移民。這份白皮書被許多猶太人和錫安主義者視為是對猶太人的背叛，並且認為那違背了贝尔福宣言。阿拉伯人也並沒有就此平息，他們希望完全停止猶太人的移民。后来在欧洲发生的猶太人大屠殺，进一步推动了犹太人回归。1944至1948年之间，約20万犹太人通过各种途径辗转来到巴勒斯坦地区。第二次世界大战结束后，巴勒斯坦地区已经有60万犹太居民。占当地总人口约1/3。
犹太人的移民數量自從19世纪末以来开始快速增長，受到二战中的猶太人大屠殺影响，猶太人復國的理念也越來越极端化。1947年，鉴于犹太人与阿拉伯人之间的暴力冲突不断升级，和平努力受到挫败，英国政府决定从巴勒斯坦托管地脱身。联合国成立了“巴勒斯坦专门委员会”，1947年11月联合国大会表决了《1947年联合国分治方案》，33国赞成（包括美国和苏联），13国反对，10国弃权（包括英国），通过决议：将巴勒斯坦地区再分为两个国家，犹太人和阿拉伯人分别拥有大约55%和45%的领土，耶路撒冷被置于联合国的管理之下，以期避免冲突。分治方案在已开发领土上大致采取照顾传统聚居点、按人口比例均分的原则，结果划出多块相互交错的领土；考虑到未来大量犹太难民的迁入，将南部人烟稀少的沙漠地区内盖夫划入犹太国，故犹太人以1/3的人口获得了55%的领土。联大决议使当时实际只控制了巴勒斯坦6%的土地和只占巴勒斯坦人口1/3的犹太人得到了巴勒斯坦地区56%的土地（约1.52万平方公里），而已经控制了巴勒斯坦94%的土地和占巴勒斯坦人口2/3的阿拉伯人仅得到43%的土地（约1.15万平方公里），至今这个领土划分方案也未被以巴双方承认。
1947年11月29日，联合国通过分治方案的当日，大卫·本-古理安接受了分治方案，但阿拉伯国家联盟认为联合国无权插手当地事务不予接受，而占领/托管国英国则对决议表决弃权。阿盟委員會高層下令對以色列的猶太平民展開為期三天的暴力襲擊，攻擊建築、商店、以及住宅區，緊接著猶太人組織的地下民兵部隊展開還擊，這些戰鬥很快便蔓延为大规模的冲突，继而引发了1948年的以色列独立战争。
1948年5月14日，在英国的托管期结束前一天，以色列国正式宣布成立，但以色列在宣言中并未遵循联大181决议的领土划分。
以色列在1949年5月11日加入聯合國，成為成員國，保障其在國際上獲得廣泛承認的國家地位。

### 1948 - 1993
在以色列建國之後，埃及、伊拉克、約旦、敘利亞、以及黎巴嫩向以色列宣戰，開始了以色列獨立戰爭。北邊的敘利亞、黎巴嫩和伊拉克軍隊都在接近邊界的地方被阻擋下來，來自東方的約旦軍隊則攻下耶路撒冷的東部，並且對城市的西部展開攻擊。不過，猶太人的民兵部隊成功的阻擋了約旦軍隊，而地下的國民軍組織部隊伊尔贡也阻止了來自南方的埃及軍隊。從6月開始，聯合國宣佈了一個月的停火令，在這段期間裡以色列國防軍正式成立。在數個月的戰鬥後，雙方在1949年達成一則停火協議並劃清暫時的邊界，這條邊界線被稱為「綠線」。以色列在約旦河的西方獲得了額外的23.5%的管轄領域，約旦則佔有以色列南部一塊山地區域和撒馬利亞，後來那裡被稱為西岸地區。埃及在沿海地區佔有一小塊的土地，後來被稱為加薩走廊。
大量的阿拉伯人口在戰爭中逃離新成立的猶太人國家，阿拉伯人將此次流亡稱為「大災難」，估計有400,000至900,000名阿拉伯人流亡，後來稱為巴勒斯坦難民，聯合國估計有711,000人。戰爭結束後，以色列不許這些巴勒斯坦難民重返家園。以色列與阿拉伯國家之間未解決的衝突、以及巴勒斯坦難民的問題一直持續至今。隨著1948年的戰爭，西岸地區和加薩走廊的猶太人口開始遷入以色列，大量來自阿拉伯國家的猶太人移民使得以色列的人口遽增了兩倍。在接下來幾年裡將近850,000名瑟法底猶太人從阿拉伯國家逃離或遭驅逐，其中約有600,000人遷移至以色列。该地区犹太人口在以色列建国一年多后翻倍，由此开始超过阿拉伯人口。
在政治舞台上，以色列和阿拉伯國家的關係在1956年再次緊繃。埃及在1956年國有化蘇伊士運河，引发以色列、英國和法國對此相當不滿。以色列秘密地與英法兩國結盟，對埃及宣戰。在蘇伊士運河危機後，英法以三国的行动遭到国际社会的普遍指责。作为三国盟友的美国也不满这次秘密行动，他们将英法的侵略看作是殖民主义的再次体现。英法以三個國家遭到聯合國的譴責，以色列被迫從西奈半島撤軍。
在政治舞台上，以色列和阿拉伯國家的關係在1967年5月再次緊繃。敘利亞、約旦、和埃及透露了開戰的可能，埃及驅逐了在加薩走廊的聯合國維和部隊，並且封鎖了以色列戰略要地的堤藍海峽，接著又在以色列邊界部署大量的戰車和戰機。以色列於是以埃及挑釁為由在6月5日對埃及展開攻勢，違反了之前立定的條約。在這場六日戰爭中，以色列擊敗了所有阿拉伯鄰國的軍隊，並且在空軍戰場上獲得完全的勝利。以色列一口氣奪下了整個西岸地區、加薩走廊、西奈半島、和戈蘭高地，1949年劃定的綠線則變成以色列管轄國內領土和佔領區域的行政分界線。後來在1978年簽訂大衛營和約後，以色列將西奈半島還給了埃及。
在政治舞台上，以色列和阿拉伯國家的關係在1973年再次緊繃。1973年10月6日，正值猶太教的贖罪節那天，埃及和敘利亞對以色列發起突襲攻勢，分別攻擊六年前六日战争中被以色列佔領的西奈半島和戈蘭高地。美苏分别支持以阿双方，儘管阿拉伯國家在戰爭初期成功打擊準備不足的以色列軍隊，随着美国向以色列提供卫星侦察结果，主导制定战略，并紧急调遣美国空军F-4鬼怪式多用途战机，在涂改军徽后，由美国飞行员从美国本土起飞，经多次加油飞至以色列，作为以色列空军直接参战，埃及和敘利亞最終仍被以色列擊退。戰後的幾年局勢變的較為平靜，以色列和埃及終於得以達成和平協議。為了報復美國支援以色列，阿拉伯石油輸出國組織（OAPEC）、石油輸出國組織（OPEC）裡的阿拉伯國家，由沙烏地阿拉伯領導，在10月17日決定每個月減低石油產量5%，並威脅徹底禁運。然而尼克森還是在10月18日向美國國會請求提供了以色列$22億元的軍火。利比亚立即宣布对美国实行石油禁运。由此又导致第一次石油危机，直至1978年，在美国斡旋下簽訂《戴维營和約》，以色列將西奈半島還給埃及，“石油危机”得以缓解。
在1982年，以色列在其驻英国大使被巴勒斯坦槍手槍撃重傷後，出动陆海空军100,000多名部队，对黎巴嫩境内的巴勒斯坦解放组织和叙利亚军队发动了大规模的進攻，几天时间就占领了黎巴嫩的南半部，并捲入自從1975年以來一直進行的黎巴嫩內戰。以色列的開戰理由為保護以色列在北方的殖民區，當時殖民區經常受到來自黎巴嫩的恐怖攻擊。在建立了四十公里的障礙區後，以色列國防軍繼續前進，甚至攻下了首都貝魯特。以色列軍隊將巴勒斯坦解放組織逐出了黎巴嫩，迫使巴解轉移基地至突尼斯。以色列最後在1986年撤出了大部分在黎巴嫩的軍隊，邊界的緩衝地帶則一直被維持著，直到2000年以色列進行單方面的撤軍。
除以上大规模军事战争外，以阿间还爆发了多次非战争流血冲突。
1968年至1972年這段期間被稱為消耗战争，以色列和敘利亞、埃及間的邊界頻繁爆發許多小規模的衝突。除此之外，在1970年代早期，巴勒斯坦武裝组织开始對以色列和各國的猶太人展開恐怖攻擊，在1972年夏季奧林匹克運動會中爆發了慕尼黑慘案，巴勒斯坦的武裝民兵挾持以色列的代表團運動員作為人質，最後所有人質皆遭殺害。以色列對此展開了報復性的「天譴行動」，由一群以色列情報特務局（俗稱摩薩德）的特工在世界各地暗殺那些筹划慕尼黑慘案的幕後兇手。
在1987年爆發的巴勒斯坦大起義引燃了佔領區域的一連串暴動。加沙的阿拉伯人怒火中烧，走上街头，采用游行、罢工、抵制美以货物等和平方式，不与占领当局合作，展开与以色列当局持续数年的对抗。巴勒斯坦解放组织总部当时设在突尼斯，“哈马斯”组织被猜度为幕后指挥者。在那次起义中，阿拉伯人创造出以落后“冷兵器”向以色列示威的斗争方式，即以青少年在街头投掷石块、自制燃烧瓶与现代武装的军警对抗；这次起义到1993年“奥斯陆协议”签署之后才告一结束。
在1979年3月，貝京和沙達特在美國首都華府達成《以色列-埃及和平條約》。隨著條約的簽訂，以色列從西奈半島撤軍，並且撤離了自從1970年代開始在那裡建立的移民區。以色列也同意依據1949年劃定的綠線讓巴勒斯坦獲得自治權，而仍非1947年联大181决议划定的界限。

### 1993－2000：奥斯陆和平进程

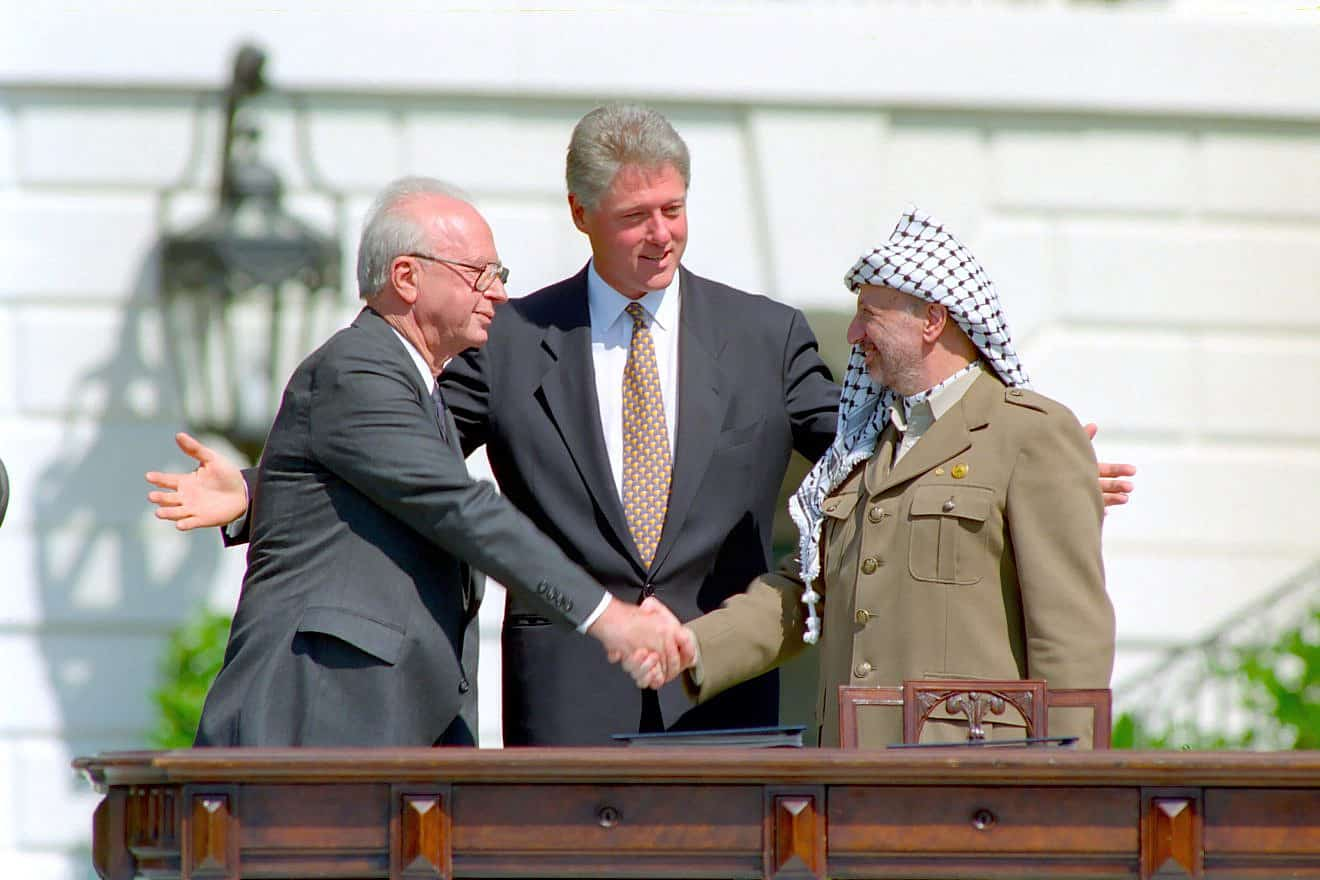
以色列總理拉賓和巴勒斯坦解放組織主席阿拉法特在美國白宮草坪會面，中為美國總統柯林頓，柯林頓在總統任內積極推動以巴和談。

在1992年的選舉之後，伊扎克·拉賓成為了總理，相隔十五年後再度主政。在選舉中，工黨曾經承諾將會大力改善以色列的國內治安和與阿拉伯國家的關係。到了1993年底，以色列的工黨政府拋棄了1991年的馬德里協議框架，改與巴解直接簽訂奧斯陸協議。
最初以色列大眾廣泛支持奧斯陸協議，然而在協議簽訂之後以色列仍然持續遭到哈馬斯武裝團體的頻繁攻擊，協議受到的支持也開始大量減少。在1995年11月4日，拉賓遭到一名極端的以色列民族主義者刺殺。
由於拉賓的遇刺，大眾對於奧斯陸協議的觀感也稍有好轉，大為提升了接任人希蒙·佩雷斯的支持度。不過，新的一波自殺炸彈攻勢加上阿拉法特讚美炸彈客的聲明，使得公眾輿論再次扭轉，並且在1996年5月的首次總理直接選舉，佩雷斯敗給了右翼聯合黨的本雅明·內塔尼亞胡。
雖然內塔尼亞胡被視為是奧斯陸協議的堅定反對者，他仍然決定從希伯倫撤軍，並且簽下了怀伊河备忘录，給予巴勒斯坦民族權力機構更大的自治權力。在內塔尼亞胡任內巴勒斯坦團體對以色列平民的襲擊活動大為減少，然而他的聯合政府仍然在1999年垮台。在1999年選舉中工黨的埃胡德·巴拉克以大幅票數差距擊敗內塔尼亞胡而繼任總理。
巴拉克和亞西爾·阿拉法特曾在美國總統比爾·柯林頓的斡旋下於2000年在大衛營進行協商，然而協商最後失敗，阿拉法特提出的條件是一個由73%西岸地區和100%加薩走廊組成的巴勒斯坦國家，並且在10至25年時間內將西岸地區的巴勒斯坦領域擴展至90%（排除耶路撒冷郊區則是94%），但巴拉克認為方案否定以色列在耶路撒冷的地位，而阿拉法特堅持以耶路撒冷作為巴勒斯坦國家的首都，拒絕這個提議。

### 2000 - 現在

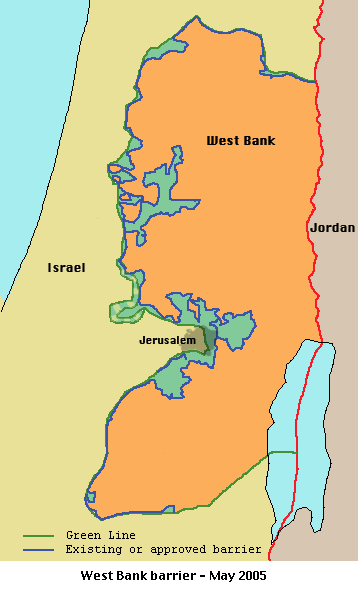
经批准的约旦河西岸隔离墙路线，2005年5月

在談判破裂後，巴勒斯坦開始了第二次的暴動，被稱為阿克薩群眾起義，暴動開始的時間就發生在以色列反對派領袖艾里爾·夏隆訪問耶路撒冷聖殿山之後不久。協商的失敗以及新暴动的爆發使得許多以色列人對巴拉克政府感到失望，並且也使和平協議的支持度大減。
在一場總理的特別選舉後，艾里爾·夏隆在2001年2月成為了新的總理，右翼聯合黨在不到兩年後重新主政，稍後又在2003年的選舉中當選了連任。夏隆開始從加薩走廊進行單邊的撤軍，這次撤軍在2005年8月至9月間實行完成。
以色列開始在西岸地區建立了圍牆，目的是為了保護以色列免遭武裝巴勒斯坦團體的攻擊。為了建立長達681公里的圍牆，接近圍牆的緩衝地區也連帶的減少了9.5%的西岸地區面積，使得巴勒斯坦居民的經濟狀況遭遇困難。圍牆的建立遭致了國際間的許多批評，也遭到一些以色列極左派的批評，不過，圍牆的確有效的減少了對以色列平民的恐怖攻擊事件。
2006年6月25日凌晨，8名巴武装人员通过地下通道潜入位于加沙地带南部附近的以军哨所，向坦克和碉堡发射火箭弹，并炸毁一辆装甲车。以军发言人证实，2名士兵被炸身亡，4名士兵受伤。遭绑架的以军士兵是19岁的吉拉德·沙利特。当晚，以色列内阁举行特别会议，决定同意国防军着手营救这名士兵。。以色列對此展開了夏雨行動，大量轟炸哈瑪斯目標以及其他橋樑、道路、以及發電站。以色列也派軍佔領此地區。
2008年12月19日，哈馬斯與以色列簽署的停火協議到期，哈馬斯向以色列境內發射大約百枚火箭彈和迫擊彈，以色列藉此發動反擊，從12月27日開始對加薩走廊實行空中軍事攻擊。2009年1月3日，以軍開始發動地面進攻。
2014年7月8日，以色列国防部队发动了名为“保护边缘行动”的针对哈馬斯的军事入侵，釀成巴勒斯坦平民死傷慘重。
2014年8月27日，以色列和哈马斯达成停火协议，2014年以巴冲突结束。
2015年10月11日，以色列國防軍在加薩走廊邊界和參與示威遊行的巴勒斯坦阿拉伯人爆發一連串衝突，造成6人死亡和50多人受傷。
2018年5月14日，美國駐以色列耶路撒冷大使館開幕，正值以色列的獨立日，亦是巴勒斯坦「災難節」的前一日。加沙地帶爆發新一輪示威反對美國和以色列，批評兩國認定耶路撒冷為以色列的首都，侵佔巴勒斯坦的主權。其後以色列警方開槍鎮壓示威，超過50人死亡、至少2,000人受傷。巴勒斯坦阿拉伯人稱之為「大屠殺」，外界相信此次示威為近年以巴衝突中最血腥的一日。多國批評以色列的行動，其中土耳其更加驅逐外交官，以色列則以對方不尊重外交禮儀為由，驅逐土耳其外交官。而美國則支持以色列，指責哈馬斯挑起衝突。
2019年5月3日-6日，自加沙地带两名以色列士兵在加沙-以色列边境的每周抗议活动中受到狙击手射击，加沙 - 以色列冲突于2019年5月3日开始升级，作为回应，以色列空军进行了空袭，造成四名巴勒斯坦阿拉伯人死亡。 此后，加沙向以色列发射了数百枚火箭弹，而以色列空军袭击了加沙地带内的许多目标。 此外，以色列增加了在加沙 - 以色列边界附近的部队人员。在埃及的调解下停火协议于5月6日生效。
2020年5月，巴勒斯坦总统馬哈茂德·阿巴斯宣布与美国和以色列的所有协议无效。不過在當年11月17日，巴方决定与以色列恢复双边安保和民事合作。

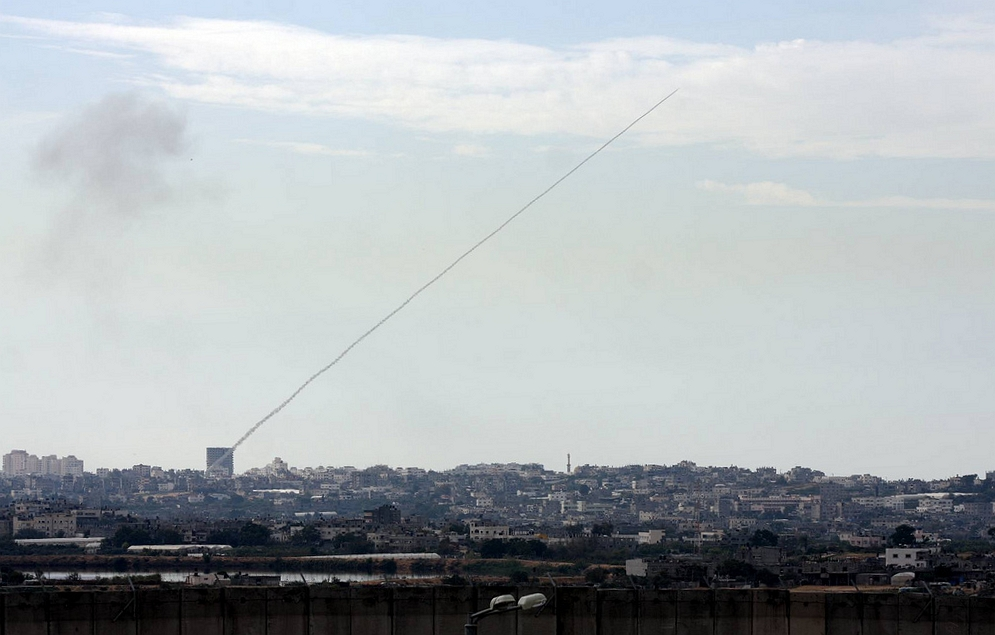
火箭攻击以色列南部影片，2009年3月
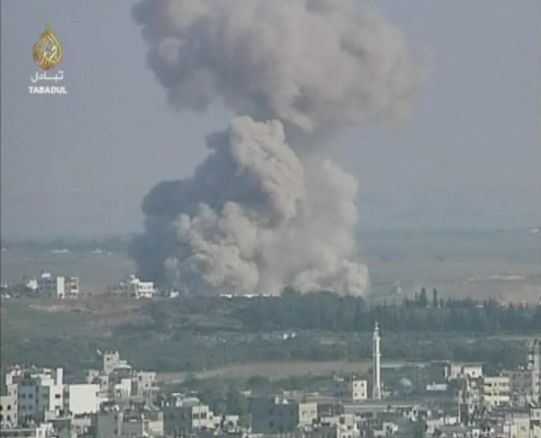
阿卡桑火箭从加沙平民区向以色列南部发射，2009年1月
- 爆炸造成一名以色列人死亡 在加沙空袭2008-2009年期间，以色列加沙的冲突

2021年5月7日，由於以色列最高法院準備審理驅逐東耶路撒冷謝赫傑拉區巴勒斯坦阿拉伯人出住處一案，加之以色列警方以防疫為理由，限制巴勒斯坦民衆齋月期間前往聖殿山祈禱，引爆大規模衝突，以色列武裝力量衝入阿克薩清真寺導致衝突升級。11日哈馬斯向以色列中部城市特拉維夫發射火箭彈，以色列隨即在加沙轟炸展開還擊。
2023年10月7日清晨，哈马斯发动阿克萨洪水行动，向以色列发射3000余枚火箭弹，同时约2,500名武装分子突破隔离墙突袭加沙周边的以色列地区，并在邻近的犹太集体农庄屠杀平民，并袭击以色列国防军的军事基地。作为回击，2023年10月27日晚，以色列国防军对加沙地带发动大规模地面攻势。

## 概論
一國方案與雙重國家方案，在許多地方都被當成同義詞來使用，但實際上這兩種方案有一點不同。一國方案主張以色列與巴勒斯坦合併，形成單一主權國家；但是雙重國家方案，希望以色列與巴勒斯坦對內各自擁有自治權，形成兩個自治政府，但對外統一在聯邦制民族國家之下，形成類似於波斯尼亚和黑塞哥维那或聖基茨和尼維斯聯邦這樣的國家。
虽然很多阿拉伯裔以色列人支持一國方案，但是因为认为巴勒斯坦的人口較多，未來可能藉由公民投票將推動以色列更名為巴勒斯坦國，而且巴勒斯坦解放組織及哈瑪斯激怒盟友的能力很強、以色列與阿拉伯國家的關係、反而會被這樣的政治力量拖累，所以很多猶太人反對此方案。
許多支持一國方案的以色列右翼份子，支持僅併吞約旦河西岸，這樣會讓以色列增加約140萬的阿拉伯裔公民，這不會影響猶太人的優勢地位，可以保持以色列的猶太國家價值觀及阿拉伯裔的權益。但不要併吞加薩走廊，因為认为當地的阿拉伯人對以色列抱持強大敵意。
不少巴勒斯坦阿拉伯人也會支持一國方案，許多巴勒斯坦民族主義者是希望建立一個包容猶太人、基督徒及穆斯林的國家，他們否定以色列國，但肯定猶太人在巴勒斯坦地區居留的權利；有些巴勒斯坦人則是因為對於兩國方案談判缺乏進展的失望。
2009年10月26日，穆安瑪爾·格達費在接受英国电视台采访时称，阿拉伯国家甚至巴勒斯坦也应当被允许发展核武器。2010年4月27日，卡扎菲称不会承认以色列，要解决巴勒斯坦问题，应该成立包括犹太族和阿拉伯族在内的以色拉坦。
唐納·川普在2017年2月解释说：“我在考虑两国方案和一国方案，我喜欢双方都喜欢的一国方案。”在折中方案中建立一个以色列和阿拉伯人都享有平等权利的一個单一国家。